# Ed Skrein
Edward George Skrein (/skraɪn/; sinh ngày 29 tháng 3 năm 1983) là một nam diễn viên và rapper người Anh, anh được biết đến nhiều nhất với vai diễn Daario Naharis trong phần ba của Game of Thrones, Frank Martin Jr. trong The Transporter Refueled và Francis Freeman / Ajax trong Deadpool.

## Đời sống cá nhân
Skrein được sinh ra ở Camden, Luân Đôn, Anh, và được nuôi dưỡng ngay tại đây nhưng ở hai quận khác của Luân Đôn, Haringey và Islington. Anh là người Do Thái gốc Anh. Skrein tốt nghiệp trường đại học nghệ thuật Byam Shaw, với bằng BA Hons về hội họa mỹ thuật.
Skrein sống tại Luân Đôn với một người bạn đời và con trai anh, Marley. Từ năm 15 tuổi, Skrein đã trở thành huấn luyện viên bơi lội cho Greenwich Leisure Limited, và anh còn làm việc tại các trung tâm giải trí như Caledonia Road Pool and Gym và Archway Pool.

## Sự nghiệp

### Âm nhạc
Vào năm 2004, Skrein đã phát hành ba ca khúc dưới nhãn thu âm Dents Records. Năm 2007, anh phát hành album đầu tay, The Eat Up. Skrein đã hợp tác với nhiều nghệ sĩ bao gồm Foreign Beggars, Asian Dub Foundation, Plan B, Dubbledge và Doc Brown. Cuối năm đó, Skrein đã phát hành thêm một ca khúc, Pre-Emptive Nostalgia, với nhóm A State of Mind. Vào năm 2009, anh đã hợp tác cùng rapper Dr Syntax để mang đến album Scene Stealers dưới tên Skreintax.

### Điện ảnh
Skrein lần đầu xuất hiện trong bộ phim ngắn Michelle của Plan B. Anh có vai chính đầu tiên trong Ill Borsors. Skrein đóng vai Daario Naharis trong phần ba của loạt phim truyền hình Game of Thrones. Tuy nhiên, trong phần bốn, anh được thay bởi nam diễn viên người Hà Lan Michiel Huisman. Skrein nói đây không phải là lựa chọn của anh để rời khỏi chương trình vì bị thay. Năm 2014, Skrein được chọn vào vai trong The Transporter: Refueled, thay Jason Statham làm vai chính. Mặc dù bộ phim được phê bình nghiêm ngặt, nhưng giới báo chí vẫn khen ngợi diễn xuất của anh. Năm 2016, Skrein đóng vai phản diện chính, Ajax, trong bộ phim hành động bom tấn Deadpool.
Vào ngày 23 tháng 10 năm 2015, Skrein đã tham gia bộ phim kinh dị khoa học viễn tưởng, Gateway 6, cùng Rhys Ifans, với Tanel Toom. Việc quay phim được bắt đầu ở Estonia vào mùa xuân năm 2016. Vào ngày 29 tháng 10 năm 2015, Skrein đã tham gia bộ phim kinh dị trả thù tâm lý, In Darkness, cùng với Natalie Dormer và Stacy Martin. Anh được dự kiến sẽ đóng vai chính Ben Daimio trong Hellboy, một nhân vật người Mỹ gốc Nhật; nhưng khi tranh cãi về vai diễn của mình, Skrein tuyên bố trên Twitter anh sẽ từ bỏ vai diễn này cũng như rời khỏi bộ phim với hy vọng một diễn viên thích hợp khác sẽ được chọn.

## Nhãn đĩa
Album phòng thu
| Tựa đề     | Thông tin                                                                         |
| ---------- | --------------------------------------------------------------------------------- |
| The Eat Up | - Phát hành: 2007 - Hãng thu âm: Dented Records - Định dạng: CD, Digital download |

Đĩa mở rộng
| Tựa đề                                           | Thông tin                                                                         |
| ------------------------------------------------ | --------------------------------------------------------------------------------- |
| Mind Out/Once Upon a Skrein                      | - Phát hành: 2004 - Hãng thu âm: Dented Records - Định dạng: CD, Digital download |
| Pre-Emptive Nostalgia (cùng với A State of Mind) | - Phát hành: 2007 - Hãng thu âm: Dented Records - Định dạng: CD, Digital download |
| Scene Stealers (cùng với Dr Syntax)              | - Phát hành: 2009 - Hãng thu âm: Skreintax - Định dạng: CD, Digital download      |

## Phim tham gia
| Năm  | Tựa đề                       | Vai diễn               | Ghi chú |
| ---- | ---------------------------- | ---------------------- | --- |
| 2012 | Piggy                        | Jamie                  | |
| 2012 | Ill Manors                   | Edward "Ed" Richardson | |
| 2012 | The Sweeney                  | David                  | |
| 2013 | Goldfish                     | Vincent                | Phim ngắn |
| 2014 | Northmen: A Viking Saga      | Hjorr                  | |
| 2015 | Sword of Vengeance           | Treden                 | |
| 2015 | Tiger House                  | Callum                 | |
| 2015 | Kill Your Friends            | Danny Rent             | |
| 2015 | The Transporter Refueled     | Frank Martin Jr.       | |
| 2016 | Deadpool                     | Francis Freeman / Ajax | Giải điện ảnh MTV cho Cảnh đấu hay nhất (cùng với Ryan Reynolds) Đề cử – Teen Choice Award cho Lựa chọn của giới trẻ cho vai phản diện Đề cử – Giải điện ảnh MTV cho Vai phản diện xuất sắc nhất |
| 2016 | The Model                    | Shane White            | |
| 2018 | In Darkness                  | Marc                   | |
| 2018 | Patrick                      | Vet                    | |
| 2018 | Tau                          | Alex                   | |
| 2018 | Little River Run             |                        | Phim ngắn; Đạo diễn & Biên kịch Encounters Short Film Festival Teen Jury Award |
| 2018 | If Beale Street Could Talk   | Officer Bell           | |
| 2019 | Alita: Thiên Thần Chiến Binh | Zapan                  | |
| 2019 | Born a King                  | Philby                 | Hậu kỳ sản xuất |
| 2019 | Midway                       | Dick Best              | Hậu kỳ sản xuất |
| 2020 | Maleficent II                |                        | Hậu kỳ sản xuất |

| Năm  | Tựa đề          | Vai diễn       | Ghi chú                                                   |
| ---- | --------------- | -------------- | --------------------------------------------------------- |
| 2013 | The Tunnel      | Anthony Walsh  | 3 tập                                                     |
| 2013 | Game of Thrones | Daario Naharis | 3 tập; Screen International Award cho UK Star of Tomorrow |